# 泰勒 (北达科他州)
泰勒（英語：Taylor），是美国北达科他州下属的一座城市。根据2010年美国人口普查，该市有人口148人。